# Seehof (Mecklenburg)
Seehof település Németországban, Mecklenburg-Elő-Pomeránia tartományban. Lakosainak száma 972 fő (2023. december 31.).

## Népesség
A település népességének változása:
| Lakosok száma | 912  | 939  | 954  | 939  | 941  | 972  |
|               | 2015 | 2017 | 2019 | 2021 | 2022 | 2023 |